# Agaritin
Agaritin je otrovni kemijski spoj za koji se vjeruje da je kancerogen, a nalazi se u jestivim gljivama koje treba kuhati ili bar osušiti da bi se neutralizirao (pogotovo pečurke ili rod Agaricus). Studije su pronašle značajnu (više od 1 000 mg/kg) agaritina u svježim uzorcima najmanje 24 vrste rodova Agaricus, Leucoagaricus i Macrolepiota. Gljive ovih vrsta nalaze se širom svijeta, pogotovo samo jedna vrsta - plemenita pečurka ili šampinjon (lat. Agaricus bisporus), koja se uzgaja u preko 70 država i na svim kontinentima, osim na Antarktiku.

## Objašnjenje
Sadržaj agaritina se razlikuje između pojedinih gljiva i među vrstama. Sadržaj agaritina (% svježe mase) u sirovom Agaricus bisporus, na primjer, kreće se od 0,033% do 0,173%, s prosjekom od 0,088%. Najveća količina agaritina nalazi se u klobuku i listićima ispod, a najmanja u stručku. Agaritin brzo oksidira nakon skladištenja, a nakon 48 sati potpuno se razgrađuje u vodenoj otopini uz izlaganje zraku. Također se pokazalo da se lako razgrađuje nakon kuhanja (smanjenje do 90%), kao i zamrzavanjem (smanjenje do 75%). 
Dokazano je da agaritin potiče stvaranje adenome (benigni ili blagi tumor žljezdanog tkiva, na primjer dojke, prostate; može se pretvoriti u maligni) i adenokarcinome u plućima miševa kada se daju putem vode za piće. Također se pokazalo da uzrokuje rak mokraćnog mjehura kod miševa. Tvrdi se da je agaritin slabo karcinogen, s procjenom kumulativnog životnog rizika od konzumacije gljiva na približno 1 na 10 000. Međutim, ova je tvrdnja slabo podržana, s malo dostupnih podataka o otrovnosti i bez objavljenog LD50 (smrtna doza).
Pokazalo se da agaritin ima pozitivan test kao mutagen u Amesovom testu i mutagenizira DNA u bakteriji Salmonella typhimurium. Također se pokazalo da se kovalentno veže za DNA in vivo. It has also been shown to covalently bind to DNA in vivo. Pokazalo se da enzimi u bubrezima životinja agaritin razgrađuju u otrovne metabolite 4-(hidroksimetil)fenilhidrazin i 4-(hidroksimetil)benzendiazonijeve ione. Pokazalo se da ti metaboliti uzrokuju rak želuca kod miševa i uzrokuju trajno oštećenje DNA nakon jedne doze kod miševa. Mutagena aktivnost diazonijevog iona posljedica je njegove reakcije s kisikom pri čemu nastaje vodikov peroksid, koji zatim kovalentno modificira DNA putem radikalnog mehanizma.
Ekstrakti gljiva iz roda Agaricus generacijama se koriste kao tradicionalni kineski biljni lijekovi. Pokazalo se da neki od ovih ekstrakata posjeduju antivirusna svojstva, a istražitelji su identificirali agaritin kao istaknuti spoj u ekstraktima. To je vodilo istraživače da istraže potencijalna antivirusna svojstva agaritina, a testovi pristajanja pokazali su da je molekula snažan inhibitor HIV proteaze. Istraživanje računalnog modeliranja provedeno je u pokušaju optimizacije vezanja za potencijalnu upotrebu kao lijek protiv HIV-a.

## Diazo-spojevi
Diazo-spojevi (di: dva + azo-, od franc. azote: dušik) su organski spojevi u kojima je skupina –N2 vezana jednim dušikovim atomom na ugljikov atom, a dušikovi su atomi međusobno povezani dvostrukom ili trostrukom kemijskom vezom. Vrlo su reaktivni i služe za pripravu tehnički važnih kemijskih spojeva. Najjednostavniji je alifatski diazo-spoj diazometan, CH2N2, žut, eksplozivan i otrovan plin neugodna mirisa, čest reagens u organskoj kemiji, a najčešće se upotrebljava u eterskoj otopini. Među aromatskim diazo-spojevima ističu se diazonijeve soli, važne u proizvodnji azo-bojila.